# Coronación del faraón
| M23 | X1 · N35 | N28 |

| M23 | X1 · N35 | N28 |

La coronación era un ritual extremadamente importante en el antiguo Egipto, relacionado con la ascensión al trono de un faraón tras la muerte, expulsión o abdicación de su predecesor. El acceso al trono se celebraba por medio de varias ceremonias, rituales y fiestas que lo identificaban y legitimaban como gobernante.

## Orígenes
La coronación no era simplemente un acto, sino un largo proceso que incluía varias fiestas, rituales y ceremonias que se podía prolongar hasta todo un año. Por ello, hoy en día los egiptólogos denominan el año en que un nuevo faraón accedió al poder como el «año de la coronación».
Las primeras representaciones de rituales y ceremonias relativas a la subida al trono pueden encontrarse en objetos del reinado del rey predinástico Horus Escorpión II, alrededor del año 3100 a. C. En esta época, el relevo entre los gobernantes puede haber estado marcado por guerras e invasiones de los protorreinos egipcios vecinos. De forma similar, en la historia posterior los enemigos de Egipto también emprendían acciones militares en estas circunstancias, como cuando, al enterarse de la noticia de la muerte de Hatshepsut, el rey de Qadesh avanzó con su ejército hasta Meguido con la esperanza de que el joven Tutmosis III no estuviera en condiciones de responder. A partir del rey Narmer, fundador de la Dinastía I, las guerras entre los protorreinos egipcios pueden haber sido sustituidas por ceremonias y festivales simbólicos.
Las fuentes de información más importantes sobre las ascensiones al trono y las ceremonias de coronación son las inscripciones de la piedra de Palermo, una losa de basalto negro que recoge la lista de los reyes de la Dinastía I hasta Neferirkara, tercer faraón de la Dinastía V. La piedra también registra diversos eventos durante el reinado de un rey, como la construcción de estatuas, el establecimiento de ciudades y dominios, el recuento de ganado (recaudación de impuestos estatales) y las fiestas religiosas, como la Heb Sed o fiesta de renovación real. También indica la fecha exacta de la llegada de un gobernante al trono; el primer año de un gobernante en el trono, el «año de la coronación», no se contabilizó entre la duración del reinado del rey, y la piedra menciona solamente las ceremonias más importantes que se llevaron a cabo en este año.

## Ceremonias

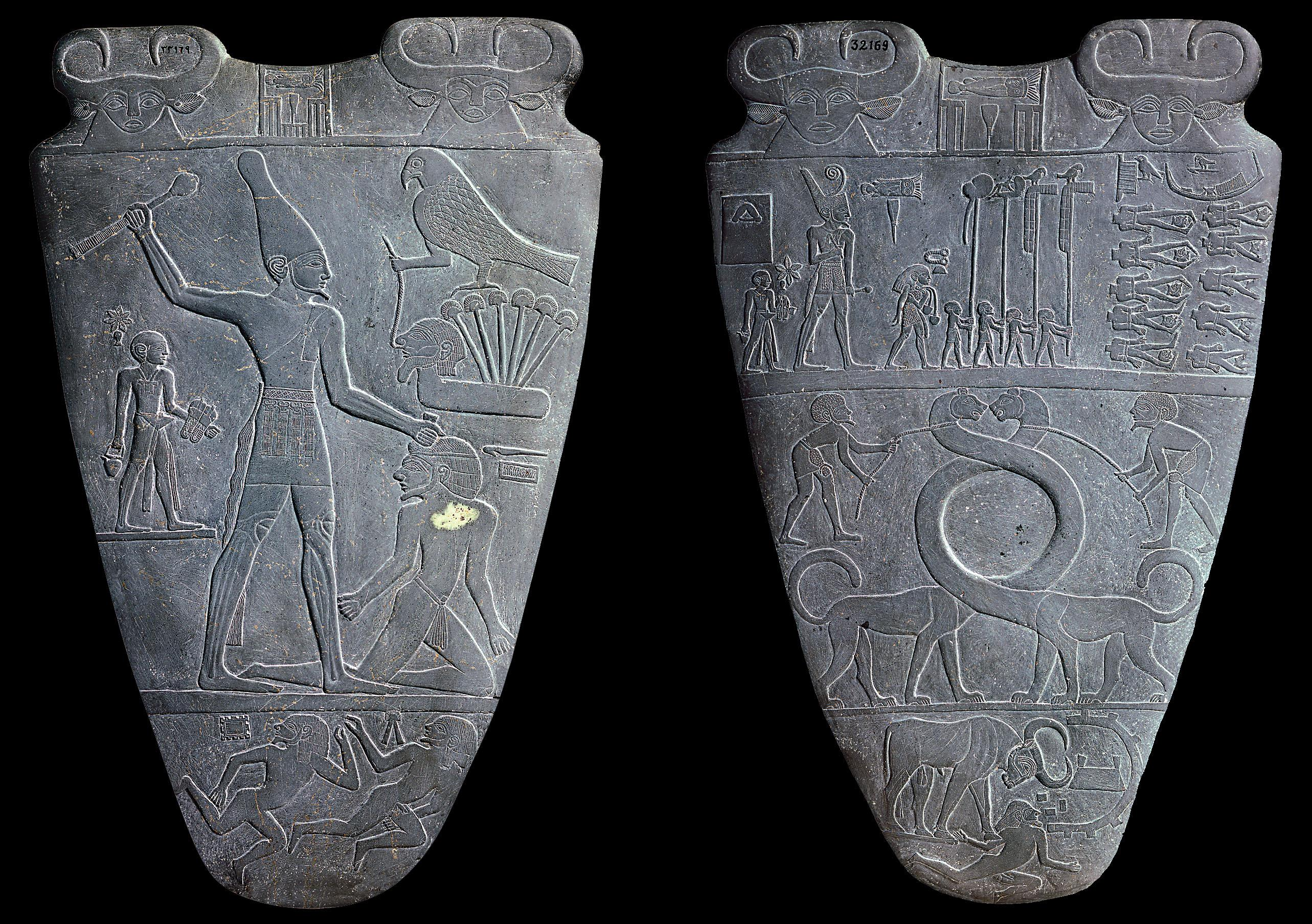
La paleta de Narmer, que muestra al rey Narmer golpeando a un enemigo y, en el reverso, dos serpopardos.

La coronación incluía varios festivales, rituales y ceremonias de larga duración que el rey tenía que celebrar antes concedérsele el supremo poder del gobierno de que se le permitiera ostentar la o las coronas de Egipto. Las ceremonias más importantes eran:
Unificación del Alto y Bajo Egipto
Esta ceremonia puede que estuviera relacionada con el tradicional «matar al enemigo» de los tiempos predinásticos, un ritual en el que el líder del reino derrotado era golpeado con una maza ceremonial por el rey victorioso. Se pueden encontrar representaciones de este ritual en paletas de la Dinastía 0 y I, sobre todo en la paleta de Narmer; en el reverso de esta paleta ceremonial aparecen elementos mitológicos y simbólicos describiendo una unión relativamente pacífica del Alto y Bajo Egipto, como dos serpopardos con los cuellos entrelazados. Otra representación simbólica de la fiesta de la unificación aparece en el relieve de un trono que data del reinado de Sesostris I, segundo faraón de la Dinastía XII; muestra a las deidades Horus y Seth envolviendo unos tallos de papiro y de loto alrededor de una columna que termina en un pilar dyed, un acto que representa la unificación pacífica del imperio.
Circunvalación de las Murallas Blancas
Esta ceremonia se conoce por las inscripciones en la piedra de Palermo. Según las leyendas, las «Murallas Blancas» (Ineb-hedy), hoy Menfis, fueron erigidas por el mítico rey Menes como sede central del gobierno de Egipto. La circunvalación de las murallas de Menfis, celebrada con una procesión ritual alrededor de la ciudad, se realizaba para fortalecer el derecho del rey al trono y su derecho sobre la ciudad como su nueva sede del poder.
Aparición del rey
También se conoce por las inscripciones en la piedra de Palermo. Se celebraba inmediatamente después de la coronación, como confirmación del derecho del rey a gobernar. Al finalizar el año de la coronación, la fiesta se celebraba cada dos años. Fuentes egipcias muy posteriores nos revelan que esta ceremonia constaba de tres pasos: primero la «aparición del Rey del Alto Egipto» (khaj-nisut), luego la «aparición del rey del Bajo Egipto» (khaj-bitj) y por último la «aparición del rey del Alto y Bajo Egipto» (khaj-nisut-bitj). La primera mención conocida de esta fiesta se remonta a Zoser, primer faraón de la Dinastía III.
Heb Sed

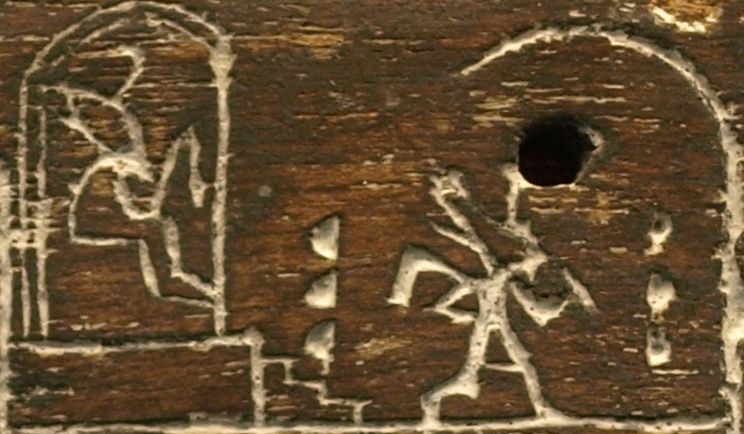
Detalle de una placa de ébano en la que aparece el faraón Den corriendo alrededor de los mojones rituales como parte del Heb Sed.

Una de las fiestas más importantes del Antiguo Egipto relacionada con el tiempo de permanencia de un rey en el trono era el Heb Sed, la fiesta Sed o de renovación real. Incluía muchos rituales complejos, que hasta hoy no se comprenden plenamente y que rara vez se representan. La primera celebración de la fiesta se llevaba a cabo durante el año de la coronación. Posteriormente se celebraba en el trigésimo aniversario del faraón en el trono, por lo que los antiguos griegos bautizaron esta fiesta con el nombre de Triakontaeteris, 'jubileo de los treinta años'. Después de este jubileo, la fiesta de Sed se celebraba normalmente cada tres años, aunque esta costumbre fue ignorada por varios faraones, en particular por Ramsés II, que celebró un total de 14 fiestas de Sed en sus 64 años en el trono. Entre los primeros gobernantes dinásticos de los que hay confirmación arqueológica de la celebración de al menos un Heb Sed están Narmer, Den, Qaa, Nynecher y posiblemente Wadjenes. Las escasas representaciones de ritos asociados al festival Sed provienen de los relieves del Imperio Antiguo encontrados en las galerías bajo la pirámide escalonada de Zoser en Saqqara, así como en Dahshur, que datan del reinado de Seneferu, fundador de la Dinastía IV.
Algunos reyes afirmaron haber celebrado un Heb Sed, a pesar de las evidencias arqueológicas que demuestran que no gobernaron durante 30 años, como Adyib (Dinastía I) y Akenatón (Dinastía XVIII).
Fiesta Socar
Junto con el Heb Sed es una de las celebraciones más antiguas. Ya se menciona en objetos predinásticos y a menudo en placas de marfil pertenecientes a los reyes Horus Escorpión II, Narmer, Aha y Dyer. Las primeras expresiones de esta fiesta incluían la creación de una barca de remo ceremonial con una imagen de culto al dios Socar; la barca era llevada por el rey a un lago sagrado o al Nilo. Otro ritual consistía la elaboración de un pilar dyed de gran tamaño. En los primeros tiempos la fiesta se celebraba solo durante la coronación del nuevo rey para rememorar la muerte (física o simbólica) de su predecesor; desde la segunda dinastía en adelante, la fiesta Socar se repetía cada seis años, la quinta celebración coincidía con la fiesta del Sed. Por lo que se sabe, la ceremonia estaba relacionada tanto con la coronación de un nuevo rey como con la creación de su futura tumba. Socar era el dios del inframundo y uno de los guardianes de los cementerios reales.
Lactancia del joven rey
Esta ceremonia fue introducida durante la Dinastía VI bajo el reinado de Pepy II, que accedió al trono a los seis años de edad. Nunca se llevó a cabo de forma tangible, en la práctica, sino que se representó por medio de pequeñas figurillas que representaban al rey como un niño desnudo y pequeño amamantándose sentado en el regazo de la diosa Isis, una representación que puede haber sido creada para demostrar la naturaleza divina del faraón. Imágenes faraónicas posteriores muestran al rey como un joven siendo amamantado por el árbol ished.